# Sucesos y pecados
Sucesos y pecados fue un serial televisivo venezolano conducido por el criminólogo Fermín Mármol León, dirigido por el cineasta Román Chalbaud, transmitido y producido por la cadena venezolana Venevisión en 2000.

## Producción
Tomando como base las múltiples manifestaciones del arte en los medios y las diversas maneras de interpretar los acontecimientos, se seleccionaron sucesos noticiosos que han sido objeto de gran difusión en los medios de comunicación y motivo de consternación de la ciudadanía, para ser narrados a través del empleo de herramientas del cine y la televisión con géneros como el teledrama, los microespacios informativos y los documentales, como una contribución a la prevención y la búsqueda de formas efectivas de alertar y concientizar a las autoridades y a la ciudadanía en cuanto al problema de la inseguridad.
La producción fue conformada por el distinguido investigador del área policial y criminalística Fermín Mármol León, y dos exponentes de la creación y dirección de cine y televisión en Venezuela: César Bolívar y Román Chalbaud. Además, el reconocido periodista Óscar Yanes fue el encargado de seleccionar los temas que se irían presentando en cada emisión.

## Elenco
- Kassandra Tepper
- Ricardo Rodríguez
- Roberto Messuti
- Fedra López
- Daniel Alvarado
- Asdrúbal Blanco